# Onthophagus acuticollis
Onthophagus acuticollis là một loài bọ cánh cứng trong họ Bọ hung (Scarabaeidae).